# 張謙 (嘉靖進士)
張謙（1511年—？），字子受，號鄮西，浙江寧波府慈谿縣人，明朝官员。

## 生平
嘉靖十年（1531年）由縣學附學生中式辛卯科浙江鄉試第八十名舉人，嘉靖十一年（1532年）聯捷壬辰科会试第二十六名，第二甲第五十二名進士。禮部觀政，授刑部主事，因审理建昌侯张延龄杀人案，不合世宗意，被下狱廷杖，贬廣東揭阳县尉，又摄饶平县事，陞福建建阳县知縣，升直隶保定府同知，入为南京刑部主事，历員外郎，郎中，出为大名府知府，在任三年，升福建按察司副使，摄督学事，又改摄巡海道事，遷廣西布政司左參政。嘉靖三十二年（1553年）随提督两广侍郎應檟督兵进剿广西桂林平乐猺獞，後以事被免职，不久以軍功升一级为广西按察使致仕。万历二十三年卒，年八十五。

## 家族
曾祖張珊；祖張場；父張錦；母劉氏。慈侍下，妻陳氏，兄俊（聽選官）；誥；諫；謹；訓；詡，弟諭，子應文（選貢），孫光裕（舉人）。